# Joseph Smit
Joseph Smit (Lisse, 18 juli 1836 - Radlett, Hertfordshire, 4 november 1929) was een Nederlandse tekenaar van dieren. Smit werd net als John Gerrard Keulemans beroemd om zijn litho's van vogels. Vanaf 1866 werkte Smit  in Groot-Brittannië waar hij op 4 november 1929 in Radlett in Hertfordshire overleed.

## Werk
Drie van de door Hermann Schlegel aangenomen illustratoren verwierven wereldfaam nadat zij naar Groot-Brittannië emigreerden. Dat waren Joseph Wolf, John Gerrard Keulemans en Joseph Smit. Schlegel werd in 1858 directeur van het Rijksmuseum van Natuurlijke Historie (thans Naturalis). Hij was zelf een begaafd illustrator en werkte al 33 jaar in het museum voor hij de leiding kreeg. Hij stimuleerde diverse jonge tekenaars tot grote prestaties. Joseph Smit werd in 1866 door Philip Sclater uitgenodigd voor het lithografisch werk aan Exotic Ornithology waar Sclater mee bezig was. Smit maakte ook steendrukken van de zoölogische schetsen van Joseph Wolf en de monografieën  van Daniel Giraud Elliot over de Phasianeidae en de Paradiseida. In 1870 begon hij aan de Catalogue of the Birds in the British Museum, geredigeerd door Richard Bowdler Sharpe en later met de kleurplaten van de Birds of the British Islands van Lord Lilford.

### Enkele litho's

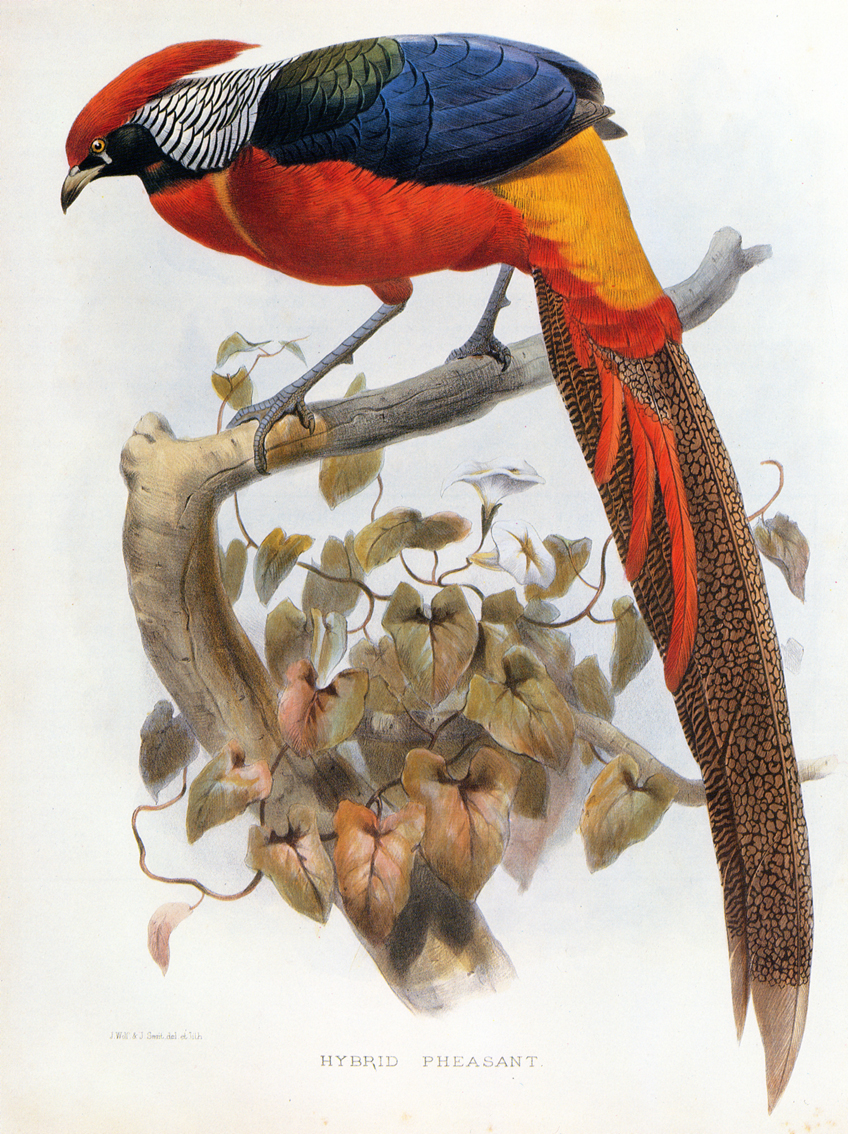
Hybride van een ladyamherstfazant x goudfazant
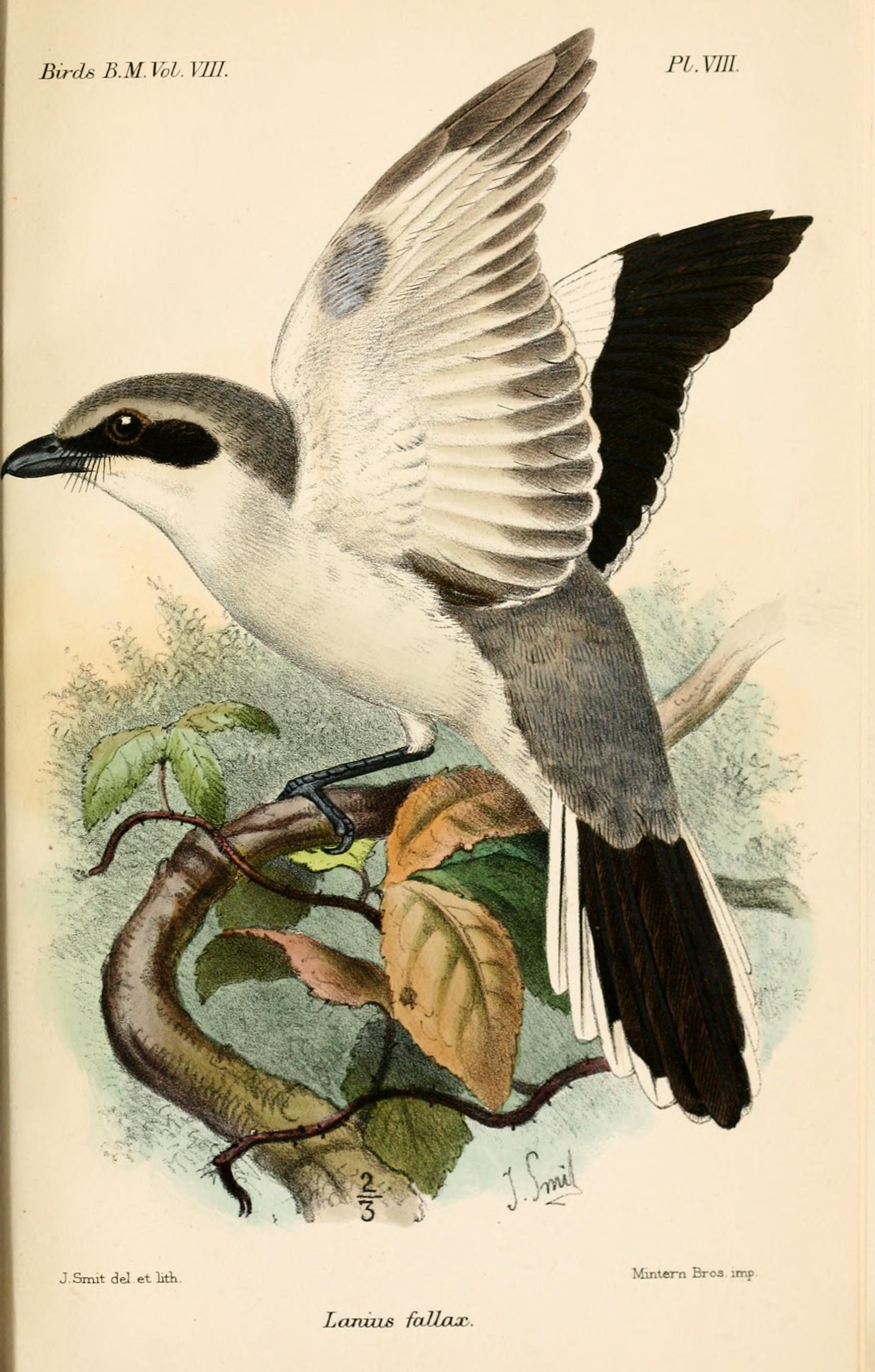
Iberische klapekster (Lanius meridionalis elegans)
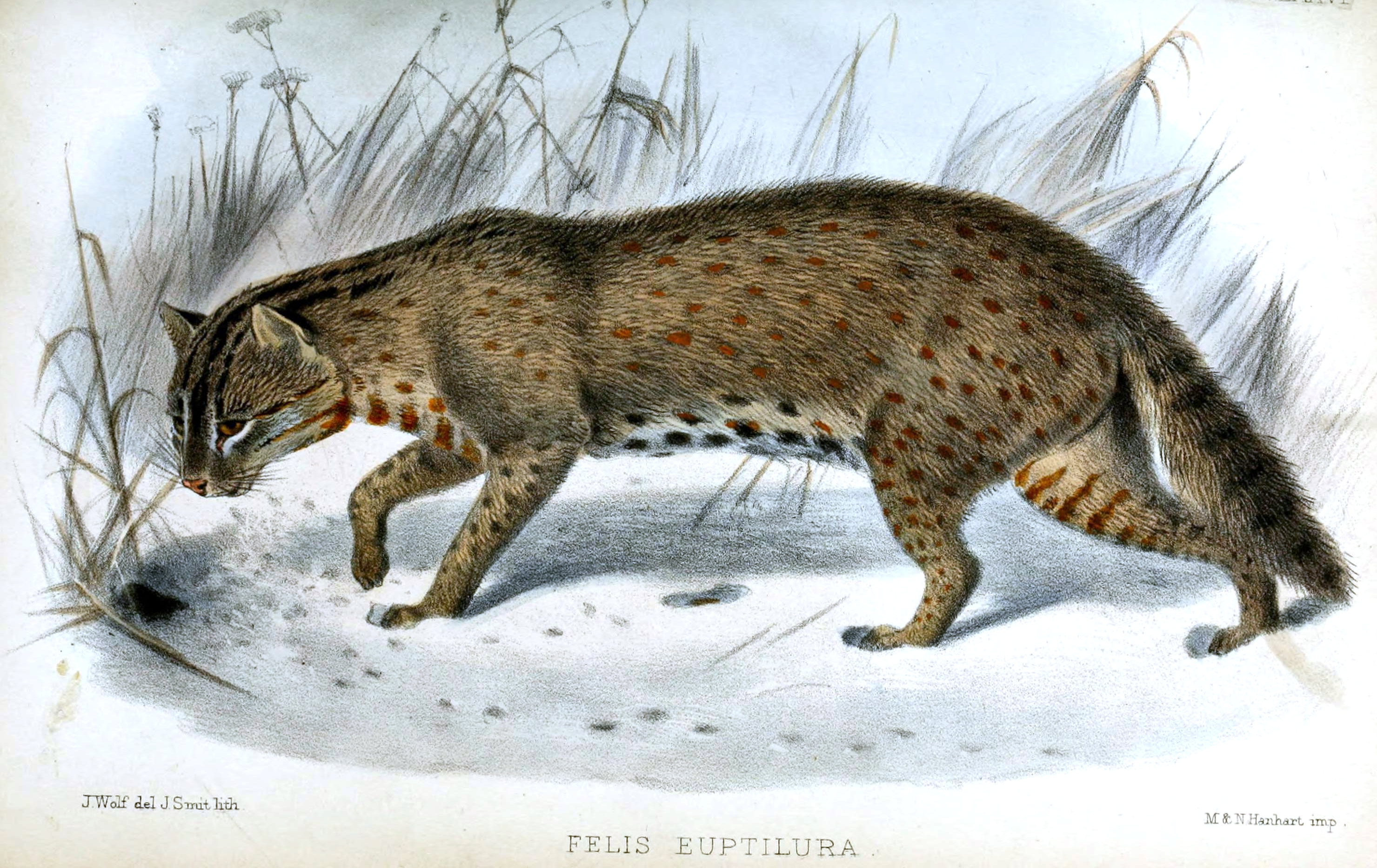
Bengaalse tijgerkat (Felis bengalensis euptilura)
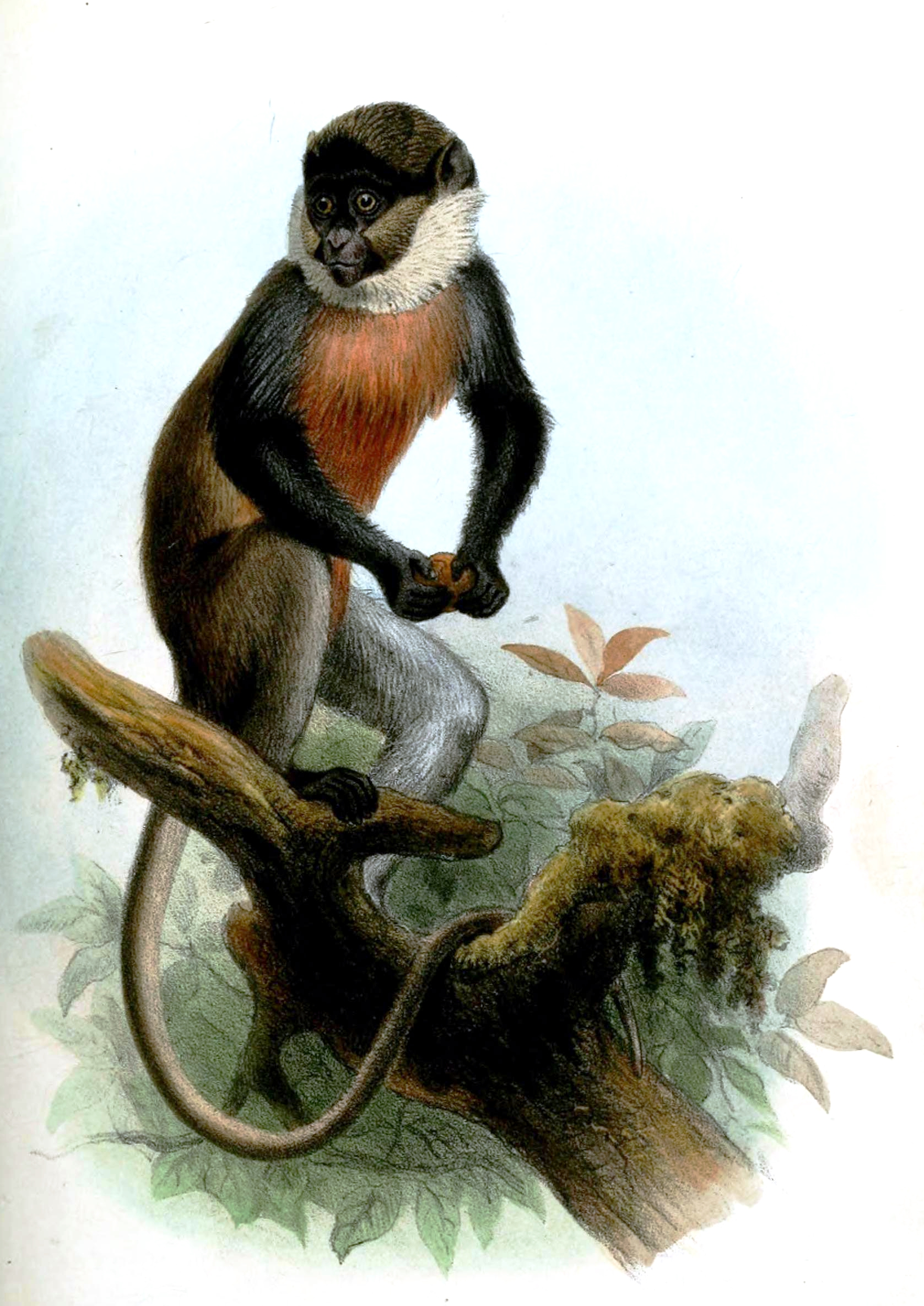
Roodbuikmeerkat (Cercopithecus erythrogaster)
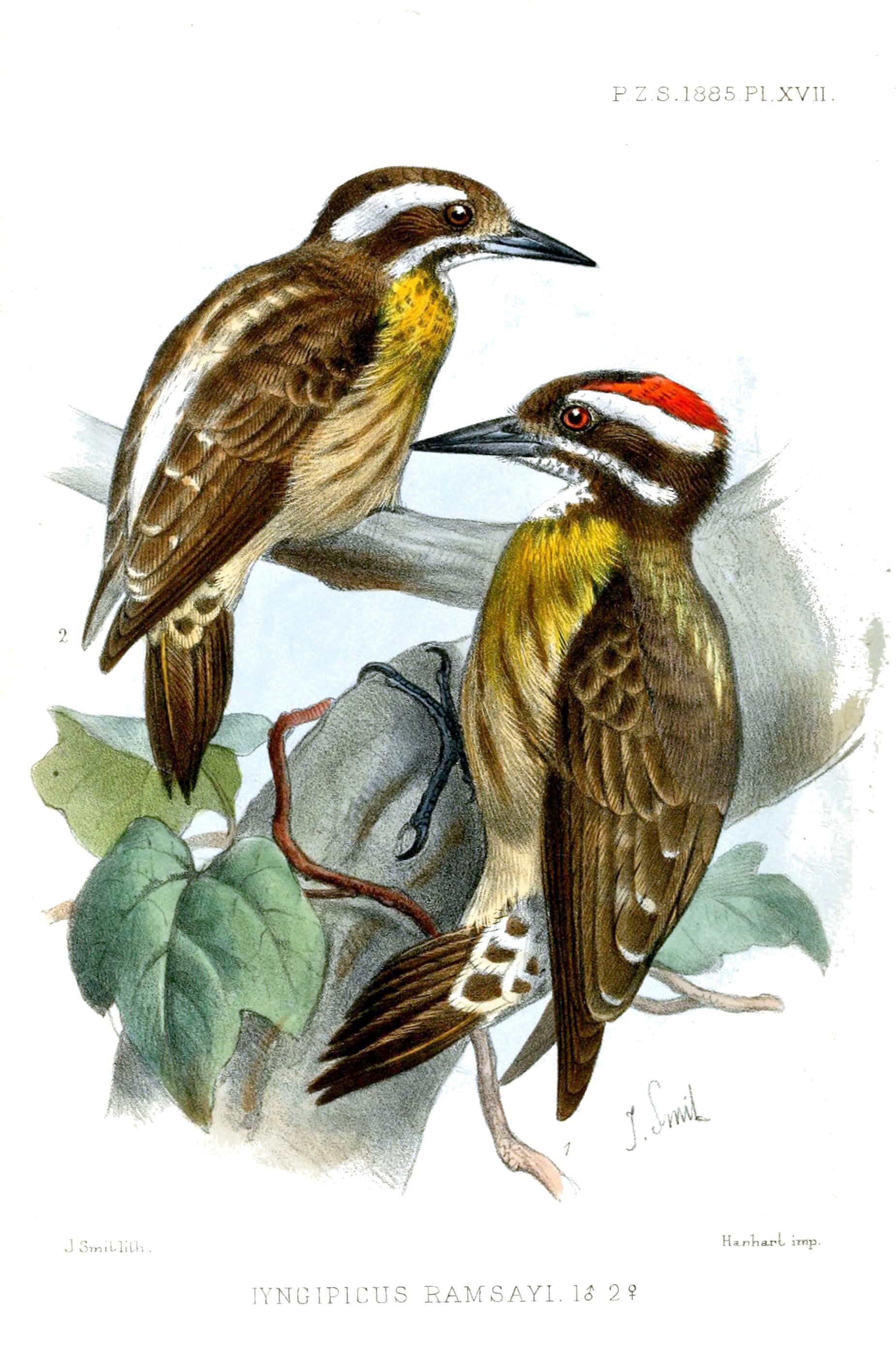
Suluspecht (Dendrocopos ramsayi)

## Familie
Joseph Smit had een zoon, Pierre Jacques (Peter) Smit (Leiderdorp, october 1863 – Port Elizabeth, 1960), die ook dieren tekende.
- Stuttgart Database of Scientific Illustrators 1450–1950: 10748
- Gemeinsame Normdatei: 101292467X
- International Standard Name Identifier: 0000 0001 2032 3753
- Library of Congress Control Number: no2010029401
- Système universitaire de documentation: 09863416X
- Virtual International Authority File: 107451427
- WorldCat: E39PBJmtBv8t8KxxVdqxVtKjmd